# Странео, Валерия
Валерия Стране́о (итал. Valeria Straneo, род. 5 апреля 1976 года, Алессандрия) — итальянская легкоатлетка, которая специализируется в марафоне. Серебряный призер чемпионата мира 2013 года в марафоне. На Олимпийских играх 2012 года заняла 8-е место. Серебряная призёрка Роттердамского марафона 2012 года с личным рекордом — 2:23.44. Победительница Средиземноморских игр 2013 года в полумарафоне.
В 2010 году перенесла операцию по удалению селезёнки, после чего сумела вернуться на мировой уровень и в 2013 году в возрасте 37 лет стать вице-чемпионкой мира в марафоне. 6 октября 2013 года стала победительницей Португальского полумарафона.

## Сезон 2014 года
16 марта заняла 6-е место на Лиссабонском полумарафоне с результатом 1:09.47. 29 марта заняла 8-е место на чемпионате мира по полумарафону, показав время 1:08.55.
16 августа выиграла серебряную медаль чемпионата Европы — 2:25.27.

## Достижения
- 2-е место на Чемпионате мира 2013 года — 2:25.76
- 10-е место на чемпионате Европы по кроссу 2011 года
- 4-е место на Римском полумарафоне 2012 года — 1:07.46
- 3-е место на Туринском марафоне 2012 года — 2:27.04